# Marijan Bervar
Marijan Bervar (včasih tudi Marjan Bervar) slovenski zdravnik kirurg, univerzitetni profesor in častnik, * 10. julij 1918, Vinkovci, † 3. november 2010, Maribor.